# Samuel Owen
Samuel Owen, född 12 maj 1774 i Norton in Hales, Shropshire, England, död 15 februari 1854 i Stockholm, var en brittisk-svensk tekniker, konstruktör och industriman. Samuel Owen har kallats "den svenska verkstadsindustrins fader".

## Biografi

### De tidiga åren
Samuel Owen var son till agronomen Georg Owen. Enligt egna uppgifter skall han endast fått nio månaders skolundervisning och fick därefter försörja sig själv. Han arbetade en tid som båtkarl på hästdragna kanalbåtar, och var senare en tid i tjänst hos en timmerman och snickare. Under sin tid i snickarlära fick han tio veckors undervisning vid en aftonskola. Därifrån kom han 1796–1800 till Moultons & Watts verkstäder i Soho, Birmingham. Här avancerade han till modellsnickare vid gjuteriet och fick då möjlighet att studera ångmaskinstillverkningen. 1800 övergick han till Fenton, Murray & Wood i Leeds, där han med tiden fick anseende som en skicklig ångmaskinsmekaniker.

### Owen flyttar till Sverige
Owen kom till Sverige i maj 1804 tillsammans med Abraham Niclas Edelcrantz som hade varit hos företaget Fenton, Murray & Wood’s i Leeds – en av Englands mest framstående tillverkare av ångmaskiner – för att köpa in fyra ångmaskiner som beställs av olika företag i Stockholm. Edelcrantz begärde att en mekaniker från företaget skulle följa med till Sverige för att bistå med installationen och implementering. Owen, som hade planerat att åka över till Amerika några år för att studera utvecklingen av ångmaskinstekniken där, blev övertygad av Murray och Edelcrantz att istället följa med till Sverige. Delarna till maskinerna kom fram till Sverige först under sommaren 1804. Under hösten 1804 installerades den första maskinen i Lars Fresks textilfabrik på Elfviks gård på Lidingö och runt jultid kunde man köra igång maskinen. De två nästföljande maskinerna blev monterade i Ladugårdslandets och Kungsholms brännerier i Stockholm för drivning av pumpar. Den fjärde maskinen var avsedd för Edelcrantz egen kvarnanläggning Eldkvarn på Kungsholmen där nuvarande Stockholms stadshus är uppfört, men den visade sig ge för låg effekt och såldes vidare till Dannemora gruva som drivmotor till en vattenpump.
Efter avslutat arbete i Sverige återvände Owen i december 1805 till England och fick en anställning på företaget Woolf i London. Året därpå beställde Edelcrantz en ny maskin från företaget i Leeds för sin kvarn som levererades på våren 1806 och han lyckades efter flera brev förmå Owen att på nytt komma över till Sverige för att hjälpa till med installationen. Dagen efter att Owen hade anlänt till Stockholm dök dock även Mr. Murray från Leeds upp i sällskap med tre montörer. Owen ansåg därför att hans resa till Sverige var onödig och begärde att Edelcrantz skulle betala för hans återresa. Återresan blev dock inte av då han blev erbjuden en anställning som verkmästare vid Bergsunds gjuteri i Bergsundsområdet på Södermalm i Stockholm av fabrikören Gustav Daniel Wilcke.  Owen köpte 1811 en fjärdedels hemman i Häste hytta utanför Norberg, nära Wilckes gjuteri i Nyhyttans bergsmansgård. En omfattande experimentverksamhet upprättades där. Owen blev bosatt i Sverige för resten av sitt liv.

### Grundandet av Kungsholmens Mekaniska Werkstad

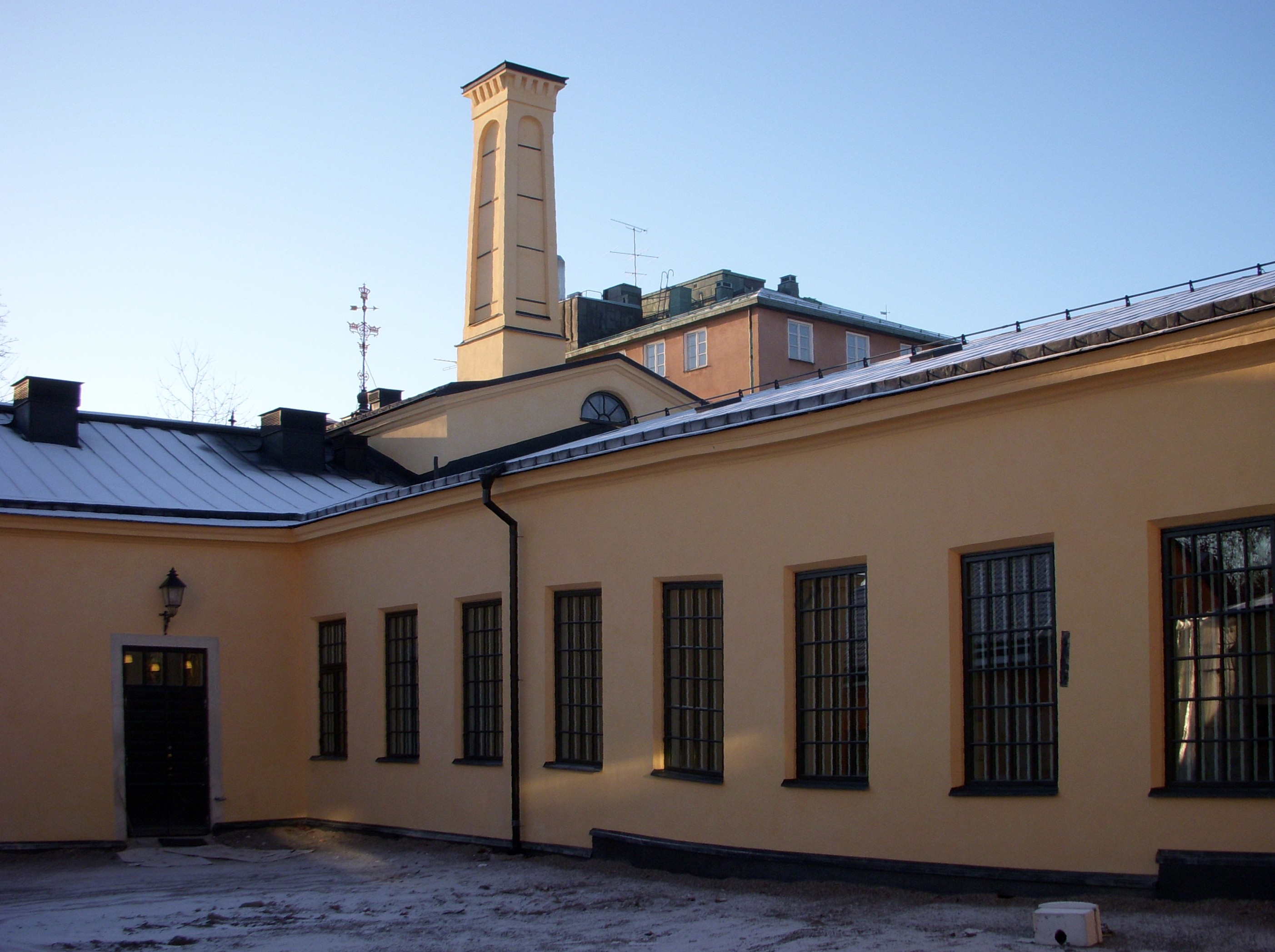
Owens verkstäder år 2009

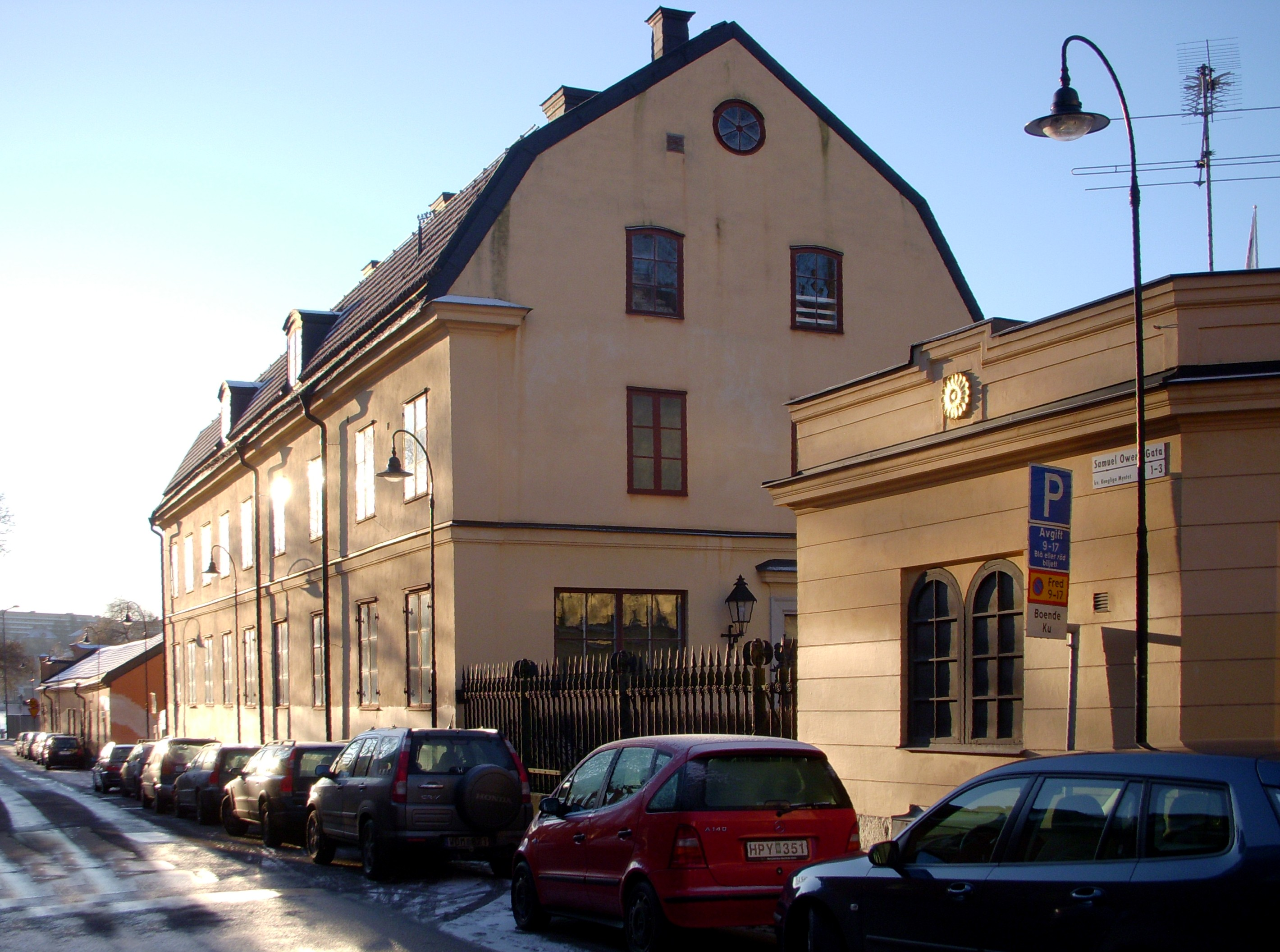
Owens verkstäder år 2009

1809 förvärvade han den "Appelqvistska egendomen" på Kungsholmen där han byggde upp det egna företaget Kungsholmens Mekaniska Werkstad, en fabrik som innehöll både gjuteri och mekanisk verkstad. Byggnaderna övertogs 1850 av Kungliga Myntverket för användning som fabrik för tillverkning av mynt och medaljer.  Företaget kom under lång tid att förse svensk industri med allehanda mekaniska produkter. Owens verkstad anses ha legat till grund för den mer avancerade verkstadsindustrin i Sverige. På företaget fanns ett stort antal verktygsmaskiner av olika typ, ett eget gjuteri och en första ansats till serietillverkning av färdiga metallprodukter. Han introducerade också för Sverige helt ny gjuteriteknik med bland annat gjutning i sandformar så att även större föremål kunde tillverkas som stora cylinderblock till ångmaskiner. 
Samuel Owen introducerade också gjutjärn för prydnadsföremål, såsom pelare med kapitäl, grindar, krukor, staket, stolar, bord och trädgårdssoffor. Men det blev framförallt hans elev och lärling Carl Gerhard Bolinder, grundare av företaget Bolinders mekaniska verkstad i Stockholm, som efter 1845 förde vidare de Owenska traditionerna kring gjutjärnskonsten. Owen uppdrogs också att projektera flera stora fabriksanläggningar ute i landet, ofta som följd av att han fick uppdraget att leverera ångmaskiner eller ångpannor till dessa anläggningar. Hit hör valsverken i Skebo bruk 1816 i Uppland och Furudals bruk i Dalarna 1827, det sistnämnda berömt för sin järnkätting. 
Han ledde även uppsättandet av det första valsverket i Sverige för valsning av stålplåt vid Klosters bruk i Dalarna, som stod klart 1808.
Under sin tid som egen företagare konstruerade och tillverkade Samuel Owen den maskinella utrustningen för sju ångmaskinsdrivna fartyg, 60 ångmaskiner för industriellt bruk, fem valsverk och över 1.000 tröskverk. Dessutom levererade han pumpar till gruvor, spannmålskvarnar, och maskindelar till ramsågar samt ett antal specialmaskiner bland annat till Norrtälje gevärsfaktori.

### Ångbåtskonstruktören

Ritning av hjulångaren Stockholm.

Owen är framför allt känd i Sverige som banbrytare när det gäller utveckling av ångmaskinsdrivna fartyg. Han åstadkom den första svenska ångbåten år 1816 då han byggde en fartygsmaskin och satte in den i en vanlig roslagsskuta. Företaget betraktades nästan som trolleri, och farkosten kallades därför Stockholmshäxan. Provturen utföll emellertid inte till belåtenhet. Ångpannan var för liten, och en del andra konstruktionsfel kom i dagen.
Hans fartyg Amphitrite med maskinutrustning från hans egen verkstad, sjösattes 1818 och blev Sveriges första ångbåt i reguljär passagerartrafik. För framdrivningen användes skovelhjul eftersom propellern ännu inte var färdigutvecklad vid den här tiden. På sommaren 1818, då Stockholms invånare antogs ha vant sig vid "eldfartygen", som bönderna vid Mälarstränderna ansåg vara ett "djävulens påfund", annonserade Owen om båtfärder till Drottningholms slott samt om "ångmaskinfartygets uthyrande till enskilda sällskap mot 25 riksdaler banco per dag". I september gick han med sitt fartyg till Västerås och väckte där stort uppseende. Uppsala besöktes också, som nåddes på knappt en dags sjöfärd. 
En annons som publicerades i Västerås stads och läns tidning den 18 september 1818 löd: 
| ” | Som jag med mitt Ångmachinsfartyg kommer till Wästerås den 20 dennes, kunna de, som under mitt vistande därstädes vilja göra smärre lustresor i Mälaren, blifva tillfredsställda mot erläggande af en Rdr Banco personen. Stockholm den 7 september 1818. Samuel Owen. | „ |

Samuel Owen tillskrivs som en av föregångspersonerna vid utvecklingen av propellrar för drivning av fartyg som i början drevs med skovelhjul. Enligt en historia skulle han ha fått idén till propellern för fartygsdrifter från väderkvarnars snurrande vingar vid sina besök hos Lars Fresk på Elfviks gård ute på Lidingö där han hjälpte Fresk att utveckla maskinparken. Redan i juli månad 1816 presenterade han sin första propellerdrivna experimentångbåt "The Witch of Stockholm" men det skulle dröja många år innan propellern var färdigutvecklad och allmänt använd för fartygsdrift. Han första större båt, Amphitrite hade skovelhjul för framdrivningen. 
1825 fanns fem ångfartyg i Stockholm där Owen stod som konstruktör av den maskinella utrustningen:
- Josephine, med 50 hästkrafter för 700 passagerare. Båten trafikerade rutten Stockholm – Strängnäs – Västerås – Arboga.
- Stockholm, också med 50 hästkrafter. Byggd för 300 passagerare på samma rutt som Josephine.
- Uppsala, med 16 hästkrafter. Rymde omkring 200 passagerare och trafikerade Stockholm – Uppsala.
- Yngve Frey, med 22 hästkrafter för 300 personer. Samma rutt som Josephine.
- Föreningen, med 44 hästkrafter. Byggd för 350 passagerare som trafikerade "längre bort belägna städer".[13]

### Kristendomens och nykterhetens förespråkare
Samuel Owen var också aktiv inom väckelserörelsen och införde tillsammans med bland andra den engelske predikanten George Scott den wesleyanska metodismen i Sverige. Scott anställdes på Owens bekostnad som engelskspråkig själasörjare för Owens engelskspråkiga arbetare i Stockholm och ombesörjde uppförandet av det Engelska kapellet, senare kallat Betlehemskyrkan, i Stockholm, som blev ett livaktigt nyevangeliskt väckelsecentrum inom Svenska kyrkan. Han spelade också en viktig roll för grundandet av nykterhetsrörelsen i Sverige och grundade 1832 Kungsholmens Nykterhetsförening. Senare blev han den förste ordföranden i Stockholms Nykterhetsförening och styrelseledamot i Svenska Nykterhets-Sällskapet.

### De sista åren

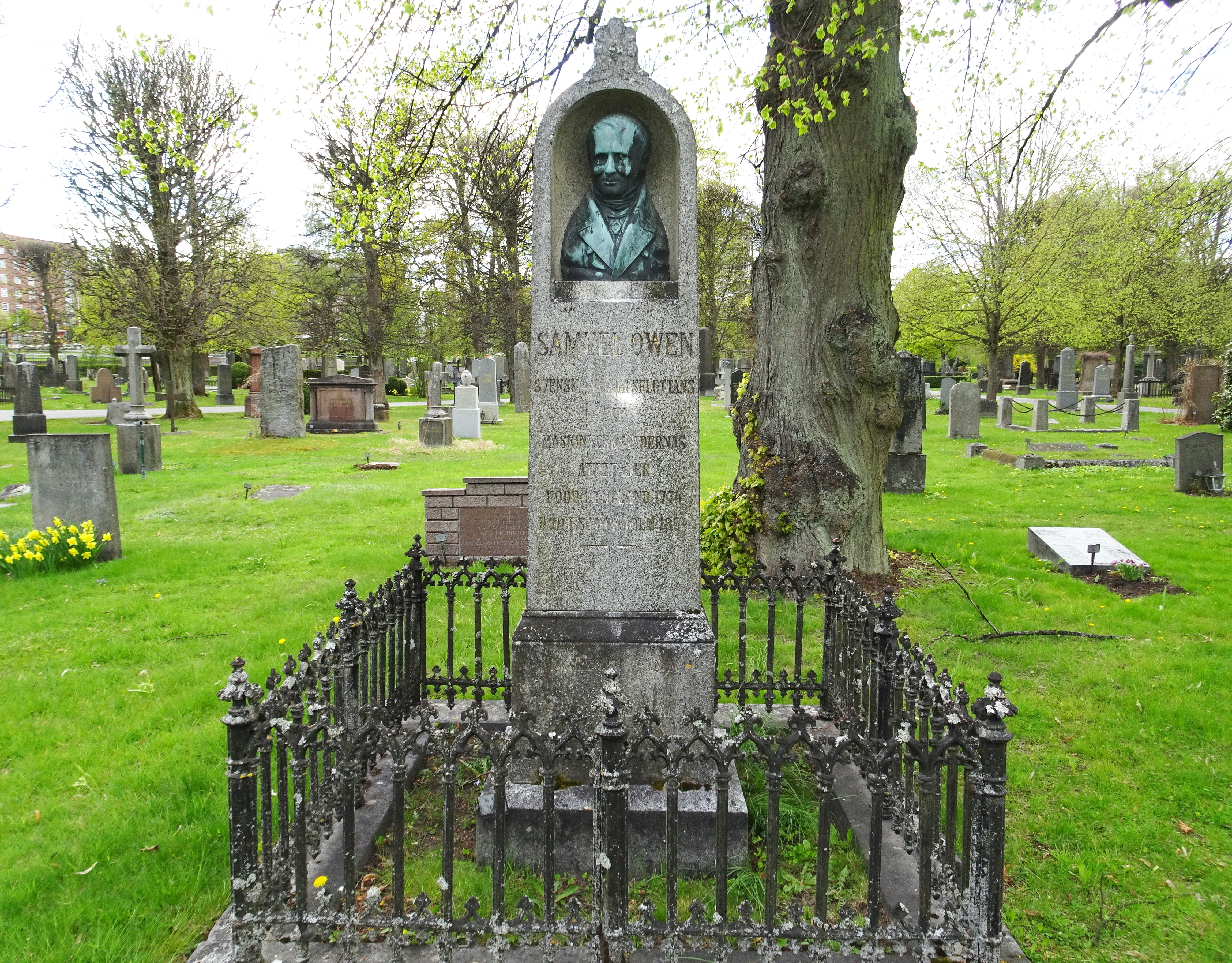
Samuel Owens gravvård på Norra begravningsplatsen i Stockholm.

Trots sina framgångar med sitt företag och olika uppfinningar lyckades han aldrig samla på sig någon större förmögenhet. Efter att hans ångbåt Josephine, på hösten år 1828, hade förstörts i en brand kom han i en svår ekonomisk kris. Vid 1828 års riksdag väcktes en motion om avskrivning av ett lån han hade i Manufakturfonden (en tidig investeringsfond) och samtidigt beviljande av ett nytt större lån. Statsutskottet avstyrkte motionen. I stället antogs ett förslag som innebar att Owen skulle erhålla en årlig pension på 3 000 riksdaler som ett erkännande från statens sida för hans stora insatser för den industriella utvecklingen i Sverige. 
Hans affärsrörelse gick dock allt sämre och 1843 tvingades han inlämna en konkursansökan och fabriken på Kungsholmen inklusive hans båtvarv, såldes på auktion 1844. Owen fortsatte efter konkursen att arbeta med olika projekt i egen regi. 1847–1851 var han anställd som verkmästare vid Martin von Wahrendorffs Åkers styckebruk i Södermanland. 1851 besökte han den första världsutställningen i London och bosatte sig vid hemkomsten i Södertälje. Han flyttade tillbaka till Stockholm 1853. Efter en längre tids sjukdom avled han 80 år gammal, den 15 februari 1854.
Samuel Owens gata på Kungsholmen är uppkallad efter honom där några av hans verkstadsbyggnader finns bevarade.
Samuel Owen är gravsatt på Norra begravningsplatsen i Stockholm (grav 1A/514).

## Familj
Samuel Owen var gift första gången 1796–1817 med Ann Tuft, som avled 1820, andra gången 1817 på Lidingö med Beata Carolina Svedell, som avled 1821, och tredje gången 1822 med Johanna Magdalena Elisabeth (Lisette) Strindberg (1797–1880), som var en faster till August Strindberg. Sammanlagt fick han 17 barn i sina tre äktenskap.

## Utmärkelser och styrelseuppdrag
- Utnämnd till riddare av Vasaorden 1825.
- Invald som ledamot av Vetenskapsakademien 1831, "på grund af hans snille samt stora praktiska kännedom af maskinväsendet" som det hette i motiveringen.
- Invald som ledamot av Landtbruksakademien.
- Samuel Owens gata på Kungsholmen i Stockholm där Kungsholms Mekaniska Verkstad låg är uppkallad efter Samuel Owen. Två av de ursprungliga byggnaderna som ingick i hans företag finns bevarade.